# Voegspijker

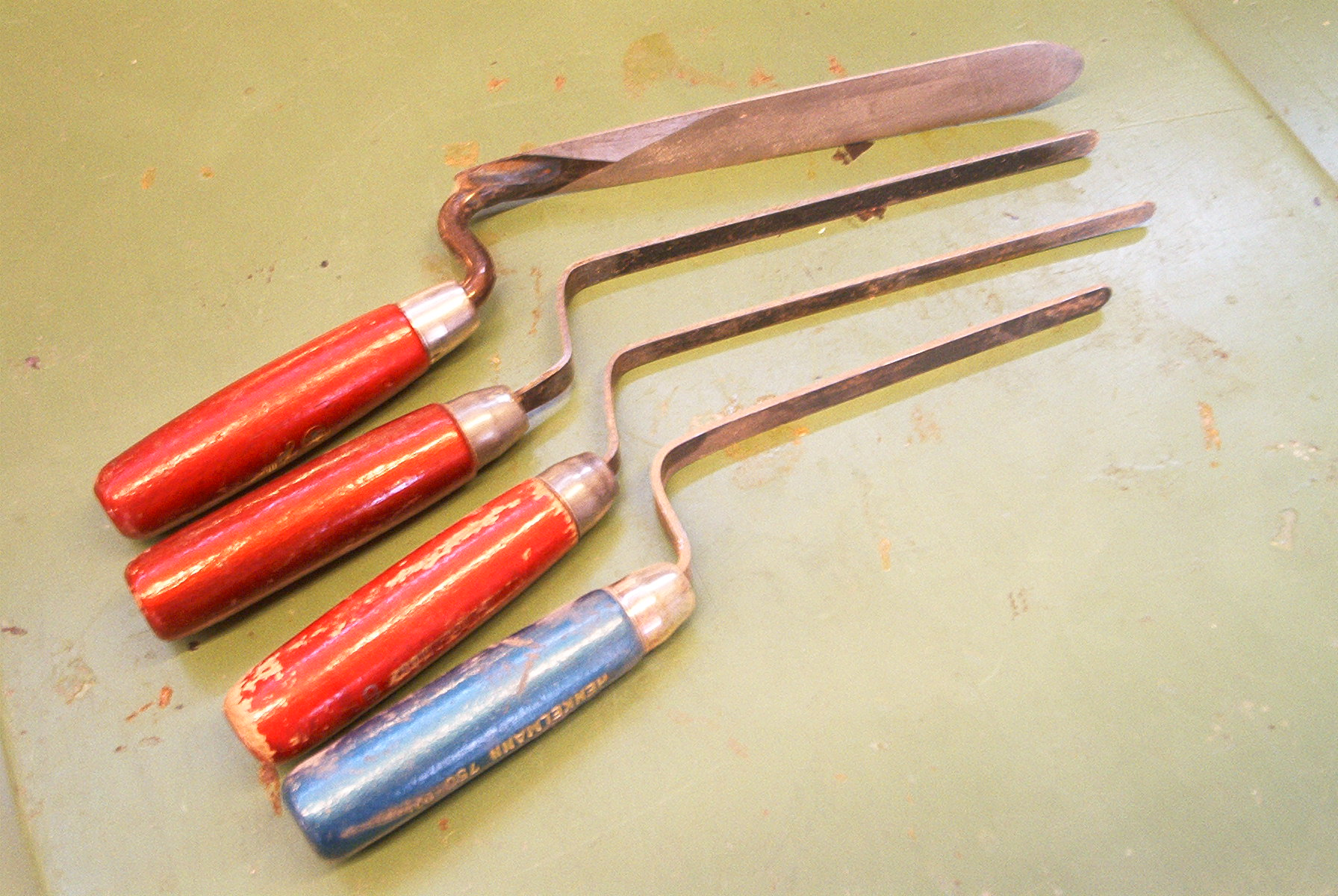
Voegspijkers. De brede wordt ook wel pannenstrijker genoemd.

De voegspijker is het gereedschap dat door de voeger wordt gebruikt om voegen in metselwerk (met name schoon metselwerk) vol te werken met voegspecie. Daartoe houdt hij een voegbord met een voorraad specie juist bij de onderkant van de lintvoeg en strijkt de specie met de voegspijker in de voeg.
Voor de stootvoegen gebruikt hij een op lengte afgekorte voegspijker (ca. 5 cm).